# Chaeturichthys stigmatias
Chaeturichthys stigmatias es una especie de peces de la familia de los Gobiidae en el orden de los Perciformes.

## Morfología
Los machos pueden llegar a alcanzar los 15,5 cm de longitud total.

## Depredadores
Es depredado por Cynoglossus semilaevis.

## Hábitat
Es un pez de Mar y, de clima templado y demersal. 

## Distribución geográfica
Se encuentra en el Mar Amarillo, el Mar de la China Oriental y el Mar de la China Meridional. 

## Observaciones
Es inofensivo para los humanos. 